# Rötender Erd-Ritterling
Der Rötende Erd-Ritterling (Tricholoma orirubens) ist eine Pilzart aus der Familie der Ritterlingsverwandten. Der essbare Blätterpilz stammt aus Europa. Die grauhütigen Fruchtkörper erscheinen einzeln oder in kleinen Gruppen im Herbst in Nadel- und Laubwäldern. Der deutsche Trivialname ist etwas irreführend, da die meisten Vertreter der Sektion Tricholoma sect. Atrosquamosa, zu der auch der Rötende Erdritterling gehört, in den Lamellen oder der Stielbasis röten können und dieses Merkmal allein folglich keine Arterkennung zulässt.

## Merkmale

### Makroskopische Merkmale
Der Hut ist jung paraboloid geformt, kann aber beim Aufschirmen einen flachen Zentralbuckel bilden. Der Hut erreicht einen Durchmesser von bis zu 10 cm. Jung ist die Hutoberfläche dicht filzig, beim Ausreifen bilden sich aus dem Filz viele, kleine, dunkle bis schwarze Schüppchen, die gerne einen deutlichen Kontrast zum helleren Untergrund bilden. Es kommen aber auch Fruchtkörper vor, deren Hutgrundfarbe dunkler ist, sodass der Hut einfarbig erscheint. Der Hutrand ist allerdings typischerweise heller als der restliche Hut.
Die weißen bis blass grauen Lamellen sind aufsteigend oder ausgebuchtet angewachsen und können dicht bis etwas entfernt stehend. Im Alter und beim Eintrocknen können die Lamellen bisweilen sehr deutlich röten, machen dies aber nicht immer. Die Lamellenschneide kann zudem im Alter schwarz punktiert sein.
Das Sporenpulver ist weiß.
Der Stiel misst 30–80 × 10–25 mm, ist meist zylindrisch, gerade bis gebogen, weist aber häufig eine etwas erweiterte Stielbasis auf. Die Stieloberfläche ist weiß, etwas glänzend und kann auch kleine, dunkle bis schwarze Schüppchen tragen. Das Basalmyzel ist gelb bis grüngelb.
Das Fleisch ist weiß bis blass grau. In der Stielbasis ist das Fleisch vor allem im Alter mit blaugrünen oder magentafarbigen Flecken durchzogen. Der Geruch ist eine Mischung aus Mehlgeruch und süßlichem Honiggeruch. Frisch geschnitten ist der Mehlgeruch dominant. Der Geschmack ist deutlich mehlartig.

### Mikroskopische Merkmale
Die inamyloiden Sporen werden 3,9–6,4 x 3,0–5 µm groß und sind kugelig, breit ellipsoid bis ellipsoid. Ihr Länge-Breite-Quotient beträgt 1,0–1,7. Cheilozystiden fehöen meist, können aber auch zerstreut bis häufig an der Lamellenschneide auftreten. Wenn vorhanden, sind sie zylindrisch bis keulenförmig, messen 25–40 × 7–15 µm und können manchmal auch ein inkrustierendes Pigment tragen.
Die Hutdeckschicht ist eine Cutis, die in den Schüppchen trichodermal aufgebaut ist und besteht aus 7–15 µm dicken Hyphen, deren Zellen 20–60 µm lang sind. Die Subpellis ist kaum differenziert.
Schnallen fehlen, aber sehr junge Basidien können ab Schnallen erinnernde Bildungen zeigen.

## Artabgrenzung
Andere Vertreter der Sektion Tricholoma sect. Atrosquamosa können sehr ähnlich sein. Kollektionen mit magentaroter Verfärbung in der Stielbasis können leicht als Tricholoma basirubens fehlbestimmt werden. Blaugrün verfärbendes Fleisch in der Stielbasis und rötende Lamellen können auch bei anderen Arten dieser Sektion auftreten. Das sicherste Unterscheidungsmerkmal ist die Farbe des Basalmyzels. Dieses ist bei dem Rötenden Erdritterling gelb bis grüngelb, bei den anderen grauhütigen Arten der Sektion, Schwarzschuppiger Erdritterling (Tricholoma atrosquamosum), Tricholoma basirubens und Tricholoma squarrulosum, ist es jeweils weiß. Tricholoma olivaceotinctum, ebenfalls zur Sektion Tricholoma sect. Atrosquamosa gehörend, ist wegen seines typischerweise olivgrauen Hutes nicht zu verwechseln.
Potenziell lebensgefährlich wären Verwechslungen mit dem Tiger-Ritterling (Tricholoma pardinum) oder nah verwandter Arten wie Tricholoma filamentosum, deren Fruchtkörper nirgends röten. Auch hier ist der Geruch oft eine Mischung aus Mehlgeruch und süßlichen Komponenten. Sie scheiden jedoch zumindest bei nicht zu trockener Witterung wässrige Guttationstropfen an der Stielspitze aus.
Es kommen weitere Ritterlinge mit braun- oder schwarz-grauen Fruchtkörpern für Verwechslungen in Frage, worunter auch weitere giftige sind wie z. B. der Brennendscharfe Ritterling (Tricholoma virgatum) und der Schärfliche Ritterling (Tricholoma sciodes). Auch der Gemeine Erd-Ritterling kann äußerlich ähnlich sein, unterscheidet sich aber u. a. durch den fehlenden Geruch und die im Alter nicht rötenden Lamellen.

## Verbreitung und Ökologie
Der Rötende Erd-Ritterling ist in Europa zwar weitverbreitet aber nicht häufig. In den Niederlanden ist er selten. Er ist von September bis November einzeln oder in kleinen Gruppen in Nadel- oder Laubwäldern anzutreffen und bevorzugt kalkhaltige, lehmige Böden. Es bildet Ektomykorrhizen mit Rotbuchen (Fagus sylvatica) aus.
Der Rötende Erd-Ritterling kann auch Hexenringe bilden. Ein in Deutschland entdeckter hatte einen Durchmesser von um 80 Metern und bestand aus geschätzten 10.000 Pilzen.

## Speisewert
Aufgrund der großen Verwechslungsgefahr mit giftigen Arten und seiner Seltenheit wird der Rötende Erdritterling selten verspeist. Passend zum Geruch wird der Geschmack als mehlig bis mehlig-süßlich beschrieben.

## Systematik und Taxonomie
Der Rötende Erd-Ritterling wurde in dem 1873 erschienenen Werk „Les Champignons du Jura et des Vosges“ von dem französischen Mykologen Lucien Quélet offiziell das erste Mal wissenschaftlich beschrieben. Der Gattungs-Name leitet sich von dem griechischen „trichos/τριχος“ („Haar“) und „loma/λωμα“ („Saum“, „Rand“ oder „Grenze“) ab.
Der Rötende Ritterling gehört zur Sektion Tricholoma sect. Atrosquamosa und ist mit den ebenfalls grauhütigen Erdritterlingen im engen Sinn (Tricholoma sect. Terrea) nicht näher verwandt.